# 이정봉
이정봉은 대한민국의 가수다.
KBS 대학가요축제의 마지막 대상 수상자로, 1996년에 misty 1으로 데뷔했다.

## 학력
- 경민외국어고등학교 (졸업)
- 호서대학교 작곡과 (졸업)

## 음반

### 정규 음반
이정봉
- 1집 - Misty 1 (1996년)
- 2집 - Misty 2 (1997년)
- 3집 - Misty 3 (1999년)
- 4집 - Hill Of Time (2000년)
- 5집 - Landscape (2001년)
- 6집 - Hug... (2002년)

레오 (LEO)
- 1집 - Lovely Person (2006년)

### 싱글
- 데드맨워킹 (이정봉 & 타이거 JK, 2007년)
- MBC 드라마 오늘만 같아라 OST : 어떻게 (2011년)
- 러브 샤랄랄라 (2013년)
- 벚꽃길 그 사람 (2013년)
- 한참동안 (2013년)
- My Wedding.. Love For You (2013년)
- 나쁜 사람 (2014년)
- 시간이 가면 (2014년)
- 시간이 가면 Part 2 (2014년)

## 대표곡
- 어떤가요
- 그녀를 위해
- 인연

## 출연 작품

### 예능
- 2015년 MBC 《미스터리 음악쇼 복면가왕》 - 니노 막시무스 카이저 쏘제 쏘냐도르 앤 스파르타